# The Serpent’s Star
The Serpent's Star ist ein Computerspiel der US-amerikanischen Firma Brøderbund aus dem Jahr 1983. Es gehört zum Genre der Textadventures und ist die Fortsetzung des Spiels The Mask of the Sun.

## Handlung
Die Handlung im Stil einer Abenteuergeschichte spielt in Tibet. Die Spielerfigur, der Archäologe Mac Steele, sucht einen wertvollen Diamanten („The Serpent's Star“) mit der enormen Größe von 50.000 Karat. Um ihn zu finden, benötigt er 13 Schriftrollen, die Hinweise zu seinem Versteck in der Stadt Kara-Koram enthalten. Der Spieler muss zahlreiche Handlungsorte im tibetischen Hochland aufsuchen, Rätsel lösen, Gegenstände finden und andere Spielfiguren, zum Beispiel buddhistische Mönche, befragen.

## Spielprinzip und Technik
The Serpent’s Star ist ein Textadventure, das heißt, Umgebung und Geschehnisse werden als Bildschirmtext ausgegeben und die Visualisierung obliegt zum größten Teil der Fantasie des Spielers. Im Gegensatz zu klassischen Textadventures, die über keinerlei grafische Ausschmückung verfügen, wartet The Serpent’s Star mit einem Bild der jeweiligen Umgebung auf. Das Adventure wird über Tastatur-Befehle gesteuert. Der Spieler gibt Steuerungsbefehle in Form englischer Worte und einfacher Sätze ein, die von einem Parser ausgewertet werden.

## Produktionsnotizen
Das Spiel hat eine zweidimensionale, teilweise animierte Grafik. Umgesetzt wurde es für den Commodore 64, Atari XL und Apple II.

## Rezeption
Ein Testbericht der Computerzeitschrift Happy Computer hob die spannende Rahmenhandlung, die komplexen Rätsel und die ausgefallenen Spielszenarios sowie die schöne Grafik des Adventures hervor. Das US-amerikanische Antics-Magazin bewertete den Inhalt des Spiels insgesamt als gut und herausfordernd („a good, challenging game“).